# هواپیمای دست‌ساز

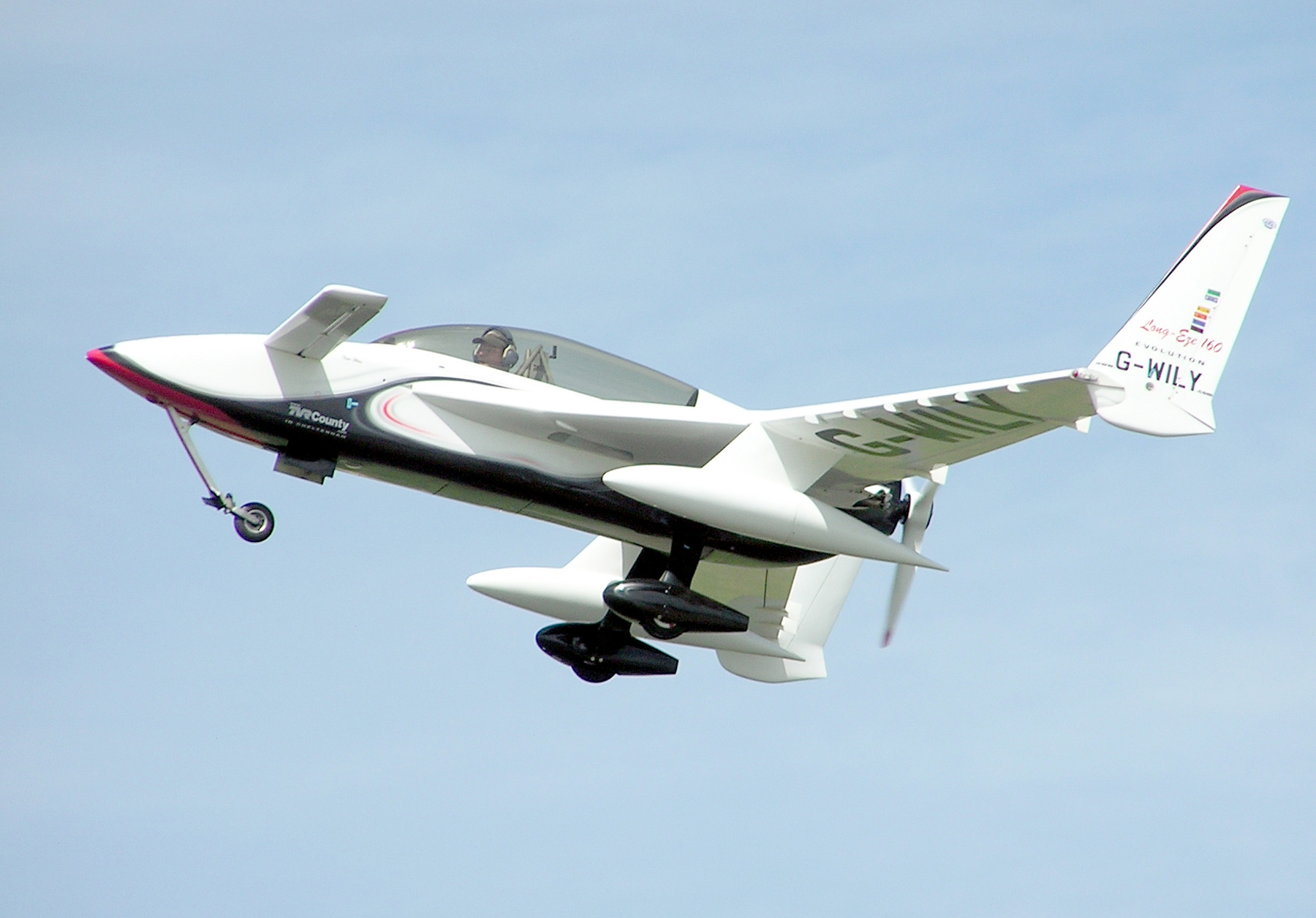
یک هواپیمای دست‌ساخت در سال ۱۹۸۴ در انگلستان

هواپیمای دست‌ساز (انگلیسی: Homebuilt aircraft) نوعی از هواپیماها هستند که معمولاً برای اهداف غیرحرفه ای توسط افراد در منازل یا کارگاه های خانگی ساخته می شوند. بطور معمول این هواپیماها از روی طرح های پیش آماده و با استفاده از اجزای اسقاطی دیگر چیزها ساخته می شوند.